# Bar en ruinas

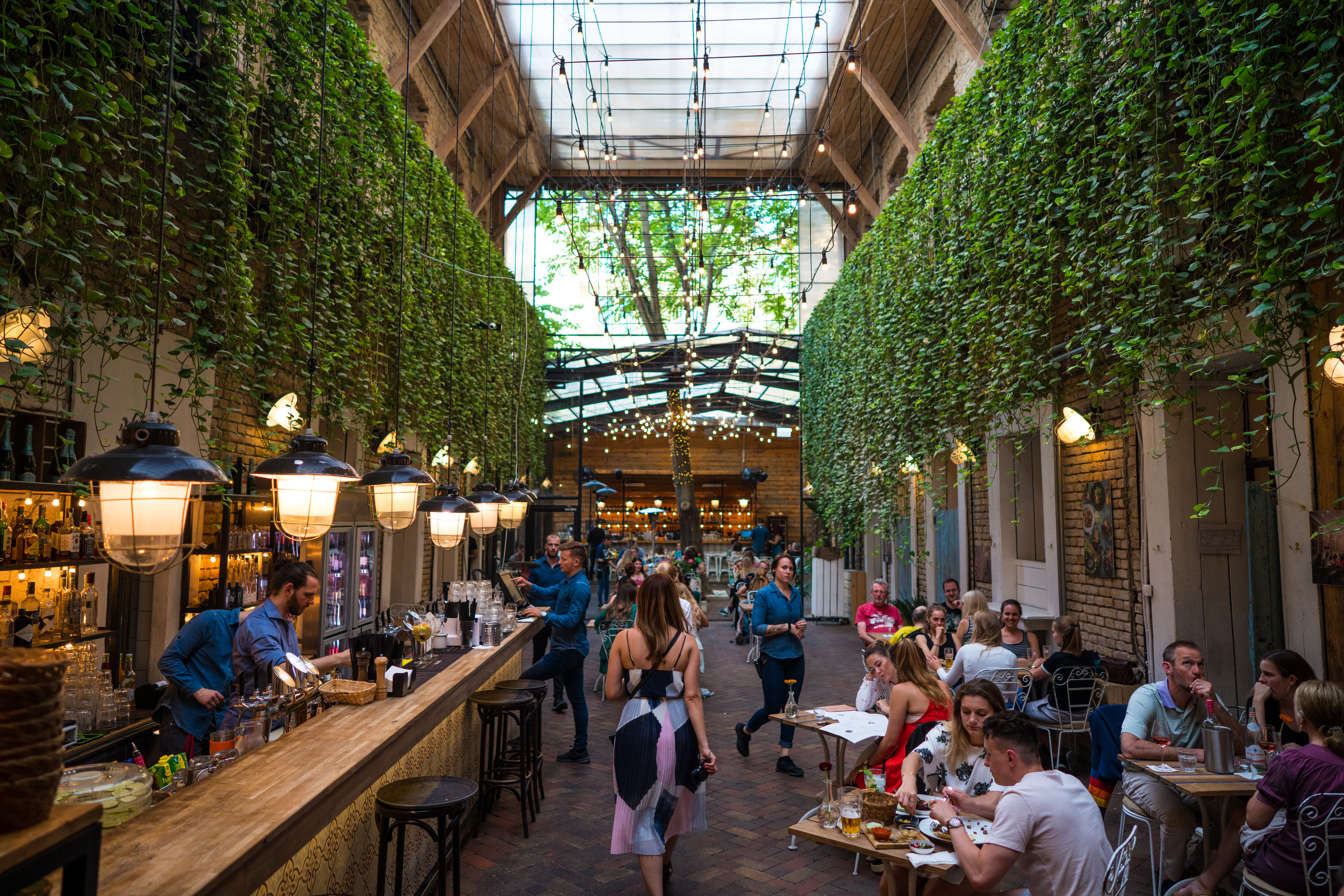
El bar en ruinas Mazel Tov de Budapest.

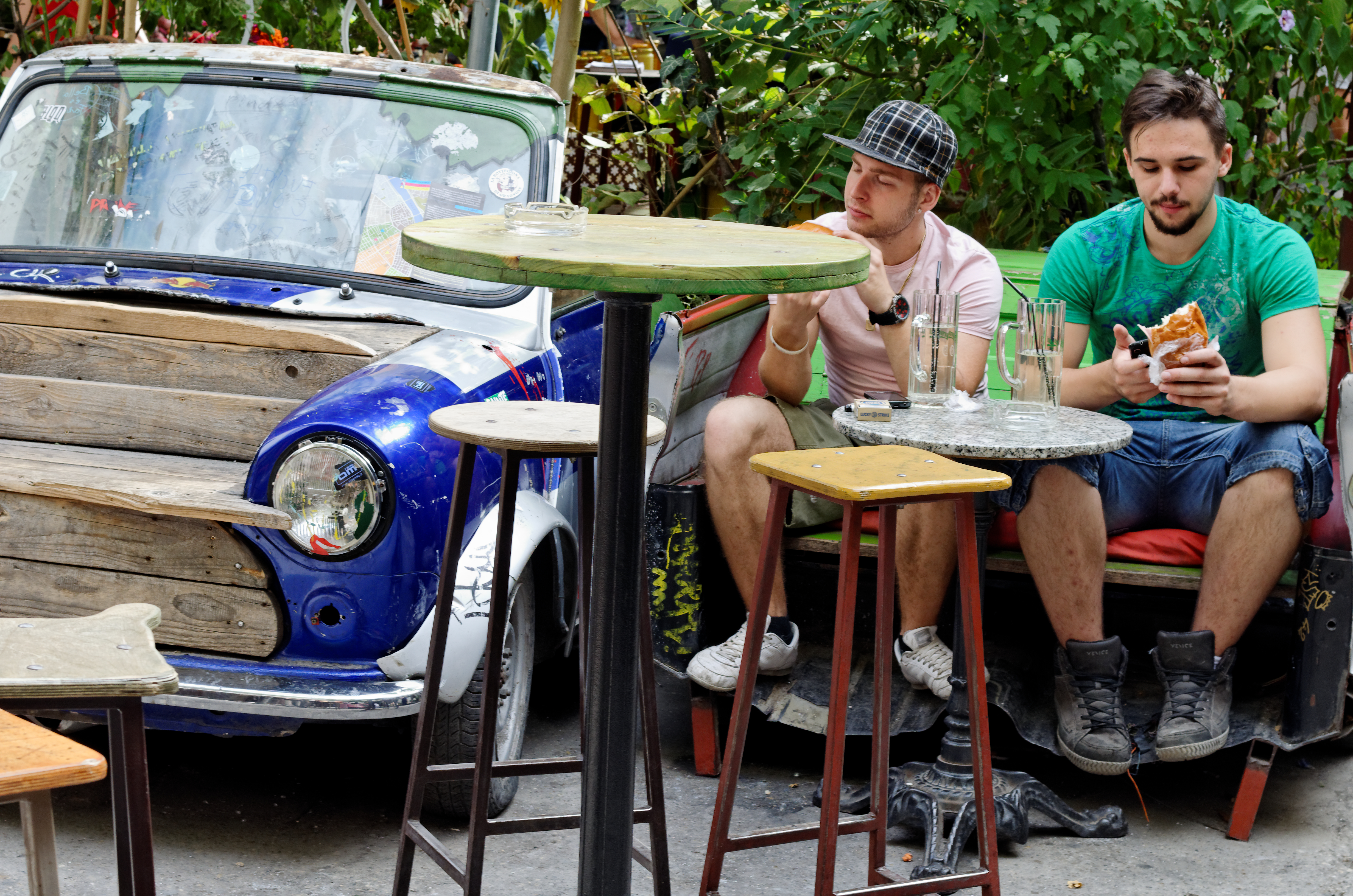
El patio interior del Szimpla Kert de Budapest.

Los bares en ruinas o pubs en ruinas (en húngaro: romkocsma; pronunciado /ˈɾomkotʃmɒ/) son un espacio de ocio nocturno característico de Centroeuropa, particularmente de Budapest. Se trata de edificios okupados transformados en bares o salas de conciertos. La mayor parte de los bares en ruinas (en húngaro: romkocsmák) se encuentran en antiguos edificios residenciales del centro de la ciudad, caídos en ruinas durante la época comunista.
Los bares en ruinas son lugares de encuentro de la juventud alternativa o underground de las grandes ciudades de Centroeuropa, como Budapest, Varsovia, Cracovia, Bratislava o Berlín, frecuentados también por estudiantes de Europa Occidental. Fundados a partir de las décadas de 1990 y 2000, son representativos del poscomunismo y actualmente son una parte integral de la vida nocturna de Budapest. En esta ciudad, la mayor parte de estos establecimientos se encuentran en el antiguo barrio judío.
El primer bar en ruinas afirma haber abierto sus puertas en 1999. Sin embargo, el auge de estos bares empezó a principios de la década de 2000, y Szimpla Kert es considerado habitualmente como el primer pionero. En esa época, la parte más céntrica del distrito VII de Budapest (Erzsébetváros) tenía muchos edificios abandonados, especialmente en el histórico barrio judío. El primer local de este tipo abrió sus puertas en la calle Kertész utca en 2002. En 2004, aumentó la popularidad del concepto cuando Ábel Zsendovits y sus amigos transformaron un complejo de edificios deteriorados en Kazinczy utca en un bar en ruinas, Szimpla Kert, que empezó como un bar experimental con bebidas asequibles y un ambiente bohemio. Esto hizo que abrieran otros bares en ruinas, con su propio ambiente y enfoque.
Los bares en ruinas proporcionan un entorno relajado para disfrutar de la bebida, la comida y el baile. A menudo, abrazan la decadencia natural de sus edificios, incorporando un mobiliario y decoración extravagantes. Estos locales son apreciados por clientes de todas las edades. Además de sus actividades nocturnas, los bares en ruinas también sirven como centros comunitarios y salas de música en vivo durante el día, y se han convertido en una importante atracción turística de Budapest.